# Kommentar (UML)
Ein Kommentar oder eine Notiz (engl. Comment bzw. "note") ist ein Modellelement in der Unified Modeling Language (UML), einer Modellierungssprache für Software und andere Systeme.
Ein Kommentar ist eine Anmerkung, die ein Modellierer in einem UML-basierten Modell einfügen kann. Der Kommentar kann ohne Bezug zu einem bestimmten anderen Element im Modell stehen, oder er kann auf ein oder mehrere andere Elemente Bezug nehmen. Die Anmerkung besteht aus einem Text ohne vorgegebene semantische Bedeutung.

## Notation

Ein Klassendiagramm mit zwei Kommentaren

Ein Kommentar wird als Rechteck dargestellt, dessen rechte obere Ecke eingeknickt ist, die Beziehung zu einem oder mehrerer Elemente im UML-Diagramm wird durch eine gestrichelte Linie zu diesen dargestellt.
Die Abbildung rechts zeigt ein Klassendiagramm mit zwei Kommentaren.